# 1362 Griqua
Az 1362 Griqua (ideiglenes jelöléssel 1935 QG1) egy kisbolygó a Naprendszerben. Cyril Jackson fedezte fel 1935. július 31-én, Johannesburgban.